# Nuoto sincronizzato ai Giochi della XXXI Olimpiade
Le gare di nuoto sincronizzato dei Giochi della XXXI Olimpiade si sono svolte tra il 15 e il 20 agosto 2016 al Centro Aquático Maria Lenk. Sono stati disputati due eventi, il duo e la gara a squadre, entrambi femminili.

## Calendario
| Femminile |  |  | Duo |  |  | Squadre | 2 |

|  | Qualificazioni |  | Finali |

## Qualificazioni
Alla gara a squadre sono qualificati i cinque campioni continentali (il Brasile, come paese ospitante, è considerato come campione del continente Panamericano) e le prime tre squadre del torneo di qualificazione olimpico.
Ogni nazione la cui squadra si è qualificata per la gara a squadre è automaticamente qualificata anche per il duo; gli ulteriori 16 posti nell'evento sono assegnati mediante un torneo di qualificazione.

## Podi
| Evento             | Oro | Performance | Argento                                                                                                 | Performance | Bronzo | Performance |
| Duo (dettagli)     | Russia Natal'ja Iščenko Svetlana Romašina | 194,9910    | Cina Huang Xuechen Sun Wenyan                                                                           | 192,3688    | Giappone Yukiko Inui Risako Mitsui                                                                                              | 188,0547    |
| Squadre (dettagli) | Russia Natal'ja Iščenko Svetlana Romašina Marija Šuročkina Alla Šiškina Aleksandra Packevič Vlada Čigirëva Svetlana Kolesničenko Elena Prokof'eva Gelena Topilina | 196,1439    | Cina Huang Xuechen Sun Wenyan Zeng Zhen Liang Xinping Gu Xiao Yin Chengxin Guo Li Tang Mengni Li Xiaolu | 192,9841    | Giappone Yukiko Inui Risako Mitsui Aika Hakoyama Kano Omata Mai Nakamura Kei Marumo Kurumi Yoshida Kanami Nakamaki Aiko Hayashi | 189,2056    |

## Medagliere
| Posizione | Paese    |   |   |   | Totale |
| --------- | -------- | - | - | - | ------ |
| 1         | Russia   | 2 | 0 | 0 | 2      |
| 2         | Cina     | 0 | 2 | 0 | 2      |
| 3         | Giappone | 0 | 0 | 2 | 2      |
| Totale    | Totale   | 2 | 2 | 2 | 6      |